# Song for a Raggy Boy
Song for a Raggy Boy (bra: O Inferno de São Judas; prt: O Inferno de S. Judas) é um filme de 2003 dirigido por Aisling Walsh. É baseado no livro de mesmo nome de Patrick Galvin que é baseado em fatos reais.

## Sinopse
Em 1939, à beira da Segunda Guerra Mundial , o St. Judes Reformatory é uma implacável escola irlandesa para meninos. Cinzenta, sombria e governada pelo sádico Irmão John (Iain Glen), a escola prefere o castigo à reabilitação. Mas o novo professor leigo William Franklin (Aidan Quinn), recém-saído da linha de frente da Guerra Civil Espanhola, luta para libertar os meninos de seus opressores.

## Elenco principal
- Aidan Quinn .... William Franklin
- Iain Glen .... Brother John
- Marc Warren .... Brother Mac
- Dudley Sutton .... Brother Tom
- Alan Devlin .... Father Damian
- Stuart Graham .... Brothe Whelan
- John Travers .... Liam Mercier 636
- Chris Newman .... Patrick Delaney 743
- Andrew Simpson .... Gerard Peters 458

## Produção
O filme levou quatro anos para ficar pronto por causa de dificuldades na produção; desde o elenco a obtenção de financiamento. Um problema foi encontrar o menino ideal para atuar como Liam Mercier, que o diretor sentia que era vital para um bom lançamento. Eventualmente eles fizeram o teste com John Travers, um menino de um clube de boxe irlandês sem nenhuma experiência anterior com atuação.
Aidan Quinn tinha sido anexado ao roteiro dois anos e meio antes da produção. Foi filmado exclusivamente em locações na Espanha e seis semanas em Ballyvourney, Cork, Irlanda e também em Macroom.

## Recepção
No agregador de críticas dos Estados Unidos Rotten Tomatoes, na pontuação onde a equipe do site categoriza as opiniões da grande mídia e da mídia independente apenas como positivas ou negativas, o filme tem um índice de aprovação de 67% calculado com base em 6 comentários dos críticos. Por comparação, com as mesmas opiniões sendo calculadas usando uma média aritmética ponderada, a nota alcançada é 5.80/10.
No The Guardian, Peter Bradshaw avaliou com 2/5 estrelas dizendo que "é uma fórmula amada desde Nicholas Nickleby e Dotheboys Hall, mas aqui com um novo giro anticlerical miserabilista e imbuído de clichês de guloseimas e vilões hollywoodianos. E o final feliz (...) é apenas uma piada."
Em sua crítica para a Variety, David Rooney disse que "o diretor Aisling Walsh traz em maior parte uma abordagem admiravelmente imparcial ao material brutal em Song for a Raggy Boy (...) Enquanto o roteiro criteriosamente evita acusações cobertas, confinando o comportamento verdadeiramente sádico de um sacerdote, o filme destaca a fragilidade moral da Igreja."

## Controvérsia
Delaney revela durante uma confissão que foi estuprado pelo irmão Mac. No final do filme, durante as legendas com os resultados das vidas dos personagens, é revelado que o mesmo sacerdote foi transferido para uma paróquia nos Estados Unidos onde ainda vive.